# 70713 Sethmacfarlane
70713 Sethmacfarlane este un asteroid din centura principală de asteroizi.

## Descriere
70713 Sethmacfarlane este un asteroid din centura principală de asteroizi. A fost descoperit pe 31 octombrie 1999 în cadrul proiectului CSS. Asteroidul prezintă o orbită caracterizată de o semiaxă mare de 2,58 ua, o excentricitate de 0,14 și o înclinație de 7,4° în raport cu ecliptica.